# 原始基銀漢魚
原始基銀漢魚，為輻鰭魚綱銀漢魚目擬銀漢魚科的其中一種，分布於南美洲秘魯安地斯山脈淡水流域，棲息在海拔2000公尺的高山溪流，生活習性不明。